# هانيبال سروجي
هانيبال سروجي (مواليد 1957) هو رسام وأكاديمي لبناني.

## سيرة
ولد هانيبال سروجي في كانون الأول/ديسمبر 1957 في بيروت، حاصل على دبلوم في علم الاجتماع من كندا في العام 1978، وحصل على شهادة البكالوريوس في الفنون الجميلة من جامعة كونكورديا بمونتريال في العام 1987، وحاصل على دكتوراه في الرسم من كلية الفنون الجميلة في جامعة كونكورديا.

## نشاطه
عمل في منظمة الصليب الأحمر اللبناني في جنوب لبنان، بعدها قرر ترك لبنان والهجرة في بداية الحرب الأهلية اللبنانية عام 1976، على متن قارب من صيدا إلى قبرص ثم إلى كندا، عاش في كندا وفرنسا، وشارك في العديد من المعارض الفنية في الولايات المتحدة وأوربا. ويعمل حاليًا أستاذاً في الجامعة اللبنانية الأميركية.
له عدة مؤلفات عن الفن والعلوم التربوية الفنية، وله 23 معرضاً فردياً، ومشارك بأكثر من 25 معرضاً جمعياً في لبنان ومختلف أنحاء العالم.

## جوائز
حاز سروجي على العديد من الجوائز والمنح ابتداء من العام 1983، وحتى العام 2017.، منها:
- جائزة أحمد أصيلة، الجزائر 1999
- Mérite et dévouement français- Art Silver Medal - 1997
- الجائزة الكبرى لمعرض سان كلاود التاسع والأربعين 1997.

## روابط خارجية
- قائمة كاملة بالمعارض الفردية والجماعية
- هانيبال سروجي | أطلال الذاكرة
- هانيبال سروجي يزين الحلم بإرث الأجداد
- هانيبال سروجي: استبدال الصخب والعنف
- هنيبال سروجي: بداية اللوحة نقطة ثم تبنى شيئا فشيئا
- تشكيلي لبناني يرسم معالم سديمية لذاكرته الشخصية